# Údržba zeleně

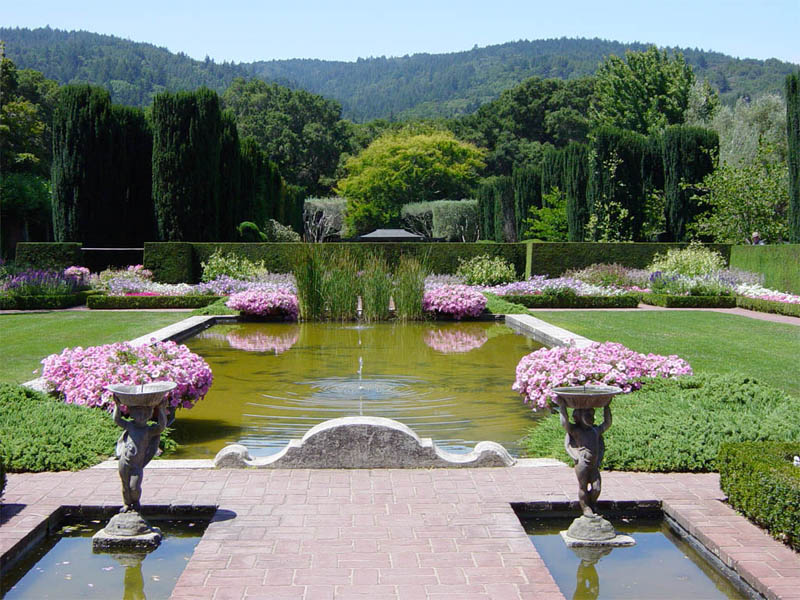

Údržba zeleně je soubor sezónních prací prováděných manuálními pracovníky a stroji za účelem udržení stavu zeleně (stromy, keře, trávník apod.) v předem dohodnutém stavu. Údržba zeleně je prováděna tak často jak je dohodnuto se zadavatelem, v rozsahu stanoveném smlouvou. Do údržby zeleně lze zahrnout různé zahradní práce a práce které souvisejí se zelení a prostorem, kde se nachází.

## Příklady prací které lze zahrnout do údržby zeleně
- zametání
- sbírání odpadků
- zálivka
- pokos
- průklest
- zmlazování
- kosení